# Sybra trilineata
Sybra trilineata là một loài bọ cánh cứng trong họ Cerambycidae.